# Parafia Najświętszej Maryi Panny Królowej Polski w Garbnie
Parafia Najświętszej Maryi Panny Królowej Polski w Garbnie – parafia rzymskokatolicka znajdująca się w archidiecezji warmińskiej, w dekanacie Kętrzyn.